# Țânțăreni (gmina)
Țânțăreni – gmina w Rumunii, w okręgu Gorj. Obejmuje miejscowości Arpadia, Chicioara, Florești i Țânțăreni. W 2011 roku liczyła 5289 mieszkańców.